# Smoky Mountain Wrestling
La Smoky Mountain Wrestling (SMW) è stata un'associazione di wrestling fondata nel 1991 da Jim Cornette con base a Knoxville, Tennessee.
La federazione fu fondata da Cornette e dai colleghi Stan Lane, Tim Horner e Sandy Scott quando furono allontanati dalla WCW. Qui nasceranno alcuni dei wrestler più famosi, come Al Snow, Kane, New Jack e Balls Mahoney. Nel 1994, la federazione si unì brevemente alla National Wrestling Alliance quando la Extreme Championship Wrestling se ne distaccò. La SMW fallì nel dicembre 1995. Molti wrestler andarono poi a lavorare nella World Wrestling Federation.

## Storia
Cornette fondò la compagnia nell'ottobre 1991 dopo aver lasciato la World Championship Wrestling insieme a Stan Lane e Sandy Scott. La federazione ebbe il supporto finanziario del noto produttore musicale Rick Rubin, grande appassionato di wrestling. I primi eventi e registrazioni tv si svolsero tra ottobre e novembre 1991, ma furono mandati in onda solo nel febbraio 1992. Il primo Smoky Mountain Heavyweight Champion fu "Primetime" Brian Lee, che vinse il titolo in un torneo svoltosi a Volunteer Slam il 22 maggio 1992 a Knoxville, Tennessee. I campioni inaugurali Smoky Mountain Tag Team furono gli Heavenly Bodies che sconfissero i Fantastics nella finale di un torneo il 23 aprile 1992.

### Acquisizione del territorio
Inizialmente Cornette aveva programmato di coprire il territorio che va dal Kentucky alla Carolina del Sud e alla Georgia. Sebbene gli eventi furono organizzati in gran parte di quelle zone, inclusi alcuni show al Cobb County Civic Center di Marietta, Georgia; le principali città dove operava la federazione furono Knoxville, Tennessee e Johnson City, Tennessee. Gli eventi SMW si svolgevano anche nelle palestre di scuole superiori o durante le fiere in varie località in Tennessee, Kentucky, Virginia Occidentale, Virginia e Carolina del Nord.
Nel 1993, la Smoky Mountain Wrestling firmò un accordo di collaborazione con la World Championship Wrestling e la World Wrestling Federation per far comparire i suoi wrestler negli show di queste due federazioni maggiori. L'accordo portò i Rock 'n' Roll Express a lottare con gli Heavenly Bodies (Tom Prichard & Stan Lane) al ppv SuperBrawl III a febbraio. Altri avversari degli Heavenly Bodies (Prichard & Jimmy Del Ray) furono The Steiner Brothers con in palio il WWF Tag Team Championship a SummerSlam 1993, e ancora i Rock 'n' Roll Express a Survivor Series 1993 dove i Bodies li sconfissero aggiudicandosi il titolo SMW Tag Team Championship.

### Talenti
Nella compagnia lottavano molti wrestler che erano nomi noti nel sud-est degli Stati Uniti, e la SMW fu il luogo di nascita del tag team The Heavenly Bodies costituito da Stan Lane & Tom Prichard prima e in seguito da Prichard & Jimmy Del Ray. Gli Heavenly Bodies, con il manager Jim Cornette, furono protagonisti di vari feud nella federazione con The Rock 'n' Roll Express, The Fantastics e The Armstrong Family (soprattutto Bob Armstrong). Inoltre, la SMW lanciò le carriere di molti giovani wrestler che sarebbero diventati famosi, inclusi Bob Holly, New Jack, Al Snow, Balls Mahoney, Chris Jericho, Glenn Jacobs (allora conosciuto come Unabomb, futuro Kane in WWE), Lance Storm, Chris Candido, Tammy Lynn Sytch, Brian Girard James (B.G. James / Road Dogg) e D'Lo Brown; ma in conclusione, come molte altre federazioni indipendenti, non avendo sufficienti fondi finanziari, Cornette fu costretto a firmare un accordo con la World Wrestling Federation circa lo sviluppo dei talenti, diventando territorio d'allenamento dei futuri wrestler della compagnia di Stamford.
Brian Hildebrand era uno dei "tuttofare" più attivi della Smoky Mountain, occupandosi di una miriade di incarichi come responsabile del merchandise, arbitro (usando il suo alter ego di Mark Curtis) e tecnico del suono.

### Stile e polemiche
Cornette, un tradizionalista, rivolse la propria attenzione ai fan del wrestling "vecchia maniera", che volevano una distinzione netta tra wrestler "buoni" e "cattivi", ed erano ancora capaci di infuriarsi se un lottatore "imbrogliava" con delle scorrettezze. Bob Caudle, annunciatore dei programmi tv della federazione, proclamava all'inizio di ogni show che la Smoky Mountain Wrestling era "wrestling professionistico come era una volta, e come vi piaceva". Questa filosofia era in netto contrasto con quanto proposto da compagnie quali Extreme Championship Wrestling, dove gli angle proponevano anti-eroi non chiaramente classificabili. La Smoky Mountain fu, tuttavia, il luogo di nascita della controversa gimmick dei "Gangstas", dove lottatori di colore come New Jack e Mustafa si autodefinivano "niggers" ("negri"), registravano promo e interviste parlando dell'attivista Medgar Evers, o ricorrevano a stereotipi razzisti come il pollo fritto e il cocomero (alimenti solitamente associati agli afroamericani).

### National Wrestling Alliance
La compagnia ebbe un breve periodo di associazione con la National Wrestling Alliance (NWA), quando la Eastern Championship Wrestling si staccò da essa nell'agosto 1994, lasciando la NWA senza nessun World Heavyweight Champion. A novembre venne indetto un torneo a dieci partecipanti a Cherry Hill (New Jersey), al quale parteciparono anche molti wrestler SMW: Tracy Smothers, Devon Storm, Eddie Gilbert, Johnny Gunn, Chris Candido, Al Snow, Dirty White Boy, Jerry Lawler, Lou Perez e Osamu Nishimura. Il vincitore fu Chris Candido, che difese il titolo principalmente a eventi SMW. Nel febbraio 1995 Candido perse la cintura con Dan Severn. Nell'aprile 1995, i The Rock 'n' Roll Express vinsero il titolo NWA World Tag Team Championship per la quinta volta, e difesero le cinture in qualche evento della SMW.

### Jake "The Snake"
Nel 1994 Jake Roberts iniziò a competere anche nella Smoky Mountain Wrestling. Il 2 maggio 1994, The Snake riuscì a sconfiggere il campione mondiale "Dirty White Boy" Tony Anthony, con l'aiuto del misterioso wrestler Kendo The Samurai. Diventato campione mondiale SMW, Jake cominciò un regno di terrore che durò per due mesi, continuando sempre a scontrarsi con Dirty White Boy. Il suo nuovo look con la testa rasata (conseguenza forzata della sconfitta in un match contro Konnan) incuteva timore, e non mancarono alcune sue lunghissime interviste nelle quali ostentava la sua pericolosità e il suo dubbio stato di sobrietà mentale. Inoltre Roberts si rese protagonista di episodi violenti e crudeli nella federazione di Cornette, come il DDT inflitto alla valletta e compagna di Anthony, la Dirty White Girl, davanti all'ex campione che assisteva impotente (una versione estremizzata di quello che era successo con Macho Man e Miss Elizabeth in WWF nel 1991). Roberts perse il titolo mondiale SMW il 5 luglio 1994 proprio contro Dirty White Boy.

### Chiusura
Sebbene la federazione si stesse facendo rapidamente un buon nome nell'industria del wrestling, fallì sempre nel negoziare un contratto televisivo favorevole che generasse profitti, e sfortunatamente operò in un momento di particolare recessione per il wrestling che sarebbe perdurato fino alla seconda metà del 1996. Dopo anni di conti in rosso, e la perdita del sostegno economico di Rubin, Cornette fu costretto a chiudere la compagnia nel dicembre 1995 per andare a lavorare a tempo pieno nella WWF. L'ultimo show prodotto dalla SMW si svolse il 26 novembre 1995 a Cookeville, Tennessee (anche se ne furono annunciati altri due che non ebbero mai luogo), e vide l'intero roster SMW attaccare Jim Cornette, che alla fine fu schienato dall'arbitro Mark Curtis. Molti wrestler SMW confluirono nella WWF, inclusi Tracy Smothers, The Dirty White Boy e Boo Bradley.

## Titoli
Tra parentesi viene indicato l'ultimo campione.
- SMW Heavyweight Championship (Jerry Lawler, che però lo vinse dopo la sua chiusura. L'ultimo campione riconosciuto è Tommy Rich)
- SMW "Beat The Champ" Television Championship (Bobby Blaze)
- SMW Tag Team Championship 	(The Heavenly Bodies)
- SMW United States Junior Heavyweight Championship 	(Bobby Blaze)
- NWA United States Tag Team Championship (Tennessee version)